# تدفورد مین
تدفورد مین (به فرانسوی: Thetford Mines) شهرکی در منطقه شهری له آپالاش ناحیه شودییر-آپالاش در استان کبک کانادا است. در سرشماری سال ۲۰۱۱ این شهرک ۲۶٬۱۲۴ نفر جمعیت داشته‌است و مساحت آن ۲۲۴٫۳۷ کیلومتر مربع است.